# Белый, Юрий Иванович
Юрий Иванович Белый (3 октября 1951 — 6 ноября 2020) — военный деятель, инженер-приборостроитель, полковник.

## Биография

### Ранние годы
Родился в селе Козинцы, Винницкой области УССР. Окончил в 1974 году Московское высшее техническое училище им. Н. Э. Баумана. После окончания вуза призван в ряды Советской армии.

### Служба в Вооруженных Силах
С 1974 года работал в военном представительстве Министерства обороны при Научно-исследовательском институте приборостроения (город Жуковский). В 1992 году занимал должность заместителя начальника отдела в одном из управлений командования ВВС.
В 1998 году закончил службу в должности начальника Жуковского филиала военного представительства в звании полковника. В период прохождения воинской службы принимал непосредственное участие в разработках и испытаниях на полигонах авиационных радиолокационных систем предприятия. Большой личный вклад внёс в разработку систем управления вооружением «Заслон» для истребителя МиГ-31 и «Меч» для истребителя Су-27.

### Работа в оборонной промышленности
С 1998 года — директор ФГУП «Научно-исследовательский институт приборостроения имени В. В. Тихомирова» (НИИП), с 2002 года — генеральный директор ОАО «НИИП». Наиболее значительные достижения института за годы его руководства: выполнение контракта с Индией по ОКР «Барс» для истребителя Су-30МКИ, модернизация СУВ «Меч-М» для Су-27СМ, создание ЗРК «Бук-М1-2» и СУВ «Ирбис» для Су-35, победа в конкурсе на проведение ОКР по созданию радиоэлектронной системы для истребителя 5-го поколения.
Член научно-технического совета Военно-промышленной комиссии при Правительстве РФ, член научно-технического совета «Рособоронэкспорта». Международный академический аккредитационный и аттестационный комитет (общественная организация) присвоил Ю. И. Белому учёную степень доктора наук (инжиниринг) и учёное звание профессора.

### Смерть
Юрий Иванович Белый умер 6 ноября 2020

## Награды и звания
- орден «За заслуги перед Отечеством» IV степени
- орден Дружбы
- Почётный радист СССР
- Почётный авиастроитель СССР
- Почётный гражданин города Жуковский[3]
- Лауреат национальной премии «Золотая идея»

## Память
- У главного корпуса НИИП установлен бронзовый бюст памяти Ю.И. Белого[4]
- На корпусе НИИП д. 3 по ул. Туполева в г. Жуковском установлена мемориальная доска